# The Red Mill
The Red Mill is een stomme film uit 1927 onder regie van Roscoe 'Fatty' Arbuckle. Deze kreeg de regie, omdat magnaat William Randolph Hearst zich schuldig voelde over het feit dat zijn kranten Arbuckle constant aanvielen over zijn moord- en verkrachtingszaak in 1922. Om ophef te voorkomen nam hij de naam "Will B. Goodrich" aan. De film is gebaseerd op Victor Herberts operetta.

## Verhaal
Marion Davies speelt de Nederlandse bardame Tina die op de aantrekkelijke held Dennis verliefd wordt. Ze wordt uitgebuit door haar werkgever Willem. Haar enige vriend is dan ook een muis die in haar klomp leeft. Ondertussen wordt Tina's beste vriendin Gretchen uitgehuwelijkt aan de rijke, maar oudere gouverneur, terwijl ze liever wil trouwen met de eenvoudige legerkapitein Jacop Van Goop.

## Rolverdeling
| Acteur          | Personage      |
| --------------- | -------------- |
| Marion Davies   | Tina           |
| Owen Moore      | Dennis         |
| Louise Fazenda  | Gretchen       |
| George Siegmann | Willem         |
| Karl Dane       | Jacop Van Goop |